# 1972년 하계 올림픽 수상스키
올림픽 워터스키는 올림픽에서 수상스키로 경기를 겨루는 올림픽 경기 종목이다. 1972년 하계 올림픽에 시범 종목으로 채택되었다.

## 세부 종목
| 종목        | 72 | 계 |
| ----------- | -- | -- |
| 남자 슬라럼 | •  | 0  |
| 남자 점프   | •  | 0  |
| 남자 피겨   | •  | 0  |
| 여자 슬라럼 | •  | 0  |
| 여자 점프   | •  | 0  |
| 여자 피겨   | •  | 0  |
| 합계        |    |    |

## 참고 문헌
- Ed. Herbert Kunze. 《The official report of the Organizing Committee for the Games of the XXth Olympiad Munich 1972, Volume 3: The competitions》 (PDF) (PDF). München: proSport GmbH & Co. 526–527쪽. 2012년 2월 4일에 원본 문서 (PDF)에서 보존된 문서. 2012년 2월 16일에 확인함.